# Ziemiozorek czarniawy

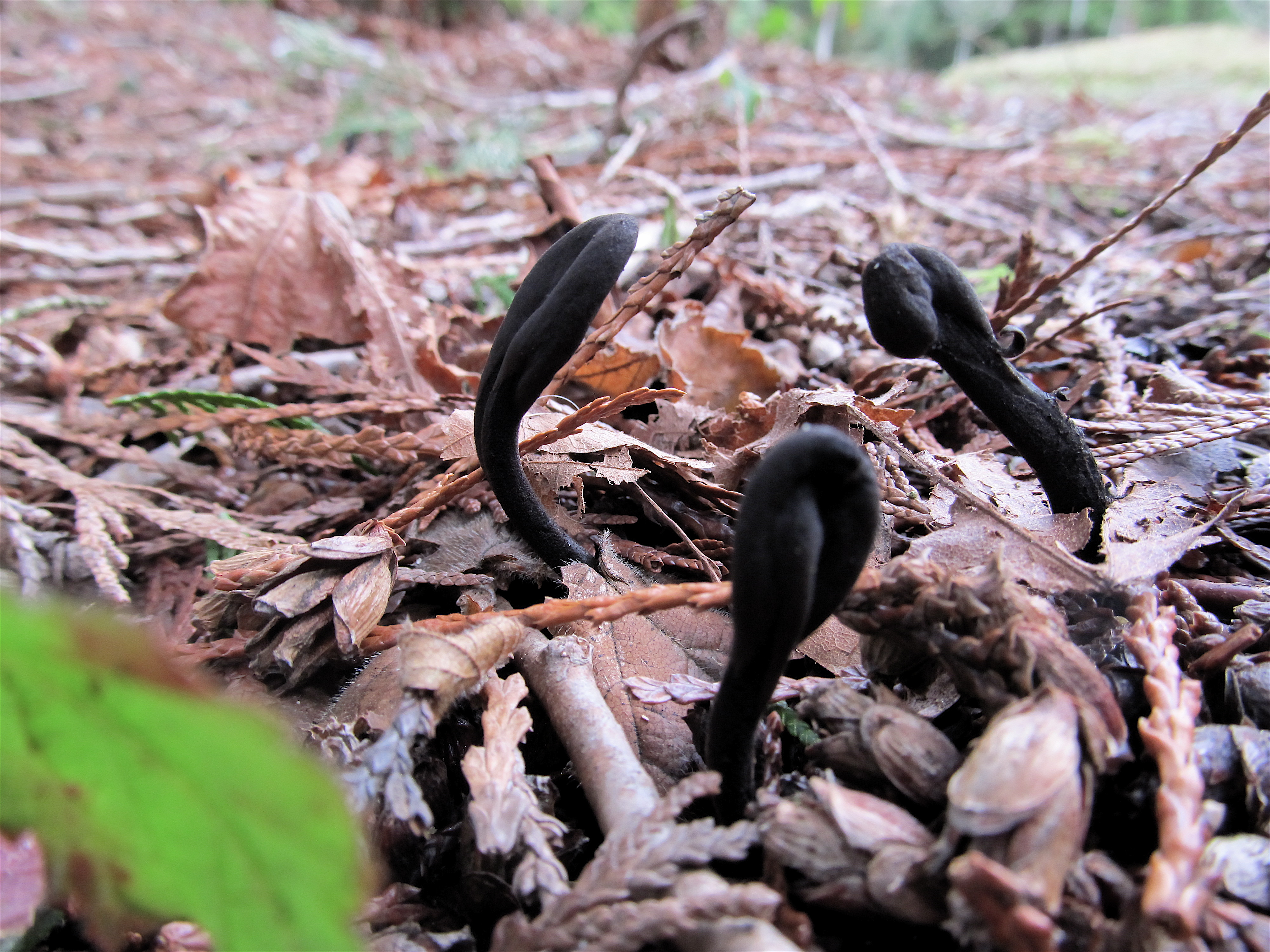

Ziemiozorek czarniawy (Geoglossum nigritum (Pers.) Cooke) – gatunek grzybów z monotypowej rodziny Geoglossaceae.

## Systematyka i nazewnictwo
Pozycja w klasyfikacji według Index Fungorum: Geoglossum, Geoglossaceae, Geoglossales, Incertae sedis, Geoglossomycetes, Pezizomycotina, Ascomycota, Fungi.
Po raz pierwszy opisał go w 1797 r. Christiaan Hendrik Persoon, nadając mu nazwę Clavaria nigrita. Obecną nazwę nadał mu Mordecai Cubitt Cooke w 1878 r.
Synonimy:
- Clavaria fragilis var. nigrita (Pers.) Link 1833
- Clavaria nigrita Pers. 1797
- Clavaria nigrita var. ophioglossoides Pers. 1801
- Clavaria ophioglossoides Vill. 1789
- Geoglossum nigritum var. cheoanum F.L. Tai 1944[2].

Nazwa rodzajowa Geoglossum pochodzi od słowa geo oznaczającego ziemię i glossum oznaczającego język. Nazwa gatunkowa nigritum oznacza czarniawy. Polską nazwę ziemiozorek czarniawy zarekomendowała Komisja ds. Polskiego Nazewnictwa Grzybów.

## Morfologia
Owocnik
Wysmukły, maczugowaty, czarniawy, o wysokości 2–7 cm składający się z płodnej główki i sterylnego trzonu. Główka stanowi od 1/4 do 1/3 części wysokości, ma grubość 0,5–1 mm i wysokość 1,5–2,5 cm, jest lancetowata, bocznie spłaszczona, często bruzdowato-pęcherzykowata. Powierzchnia gładka lub drobno oprószona, brązowoczarna do czarnej. Cylindryczny trzon ma średnicę 0,1–0,2 cm, jest mniej więcej równy do lekko wykrzywionego, bez wyraźnego przejścia z główką, niemal gładki, siatkowaty do drobno łuskowatego, tej samej barwy co główka.
Cechy mikroskopowe
Worki z 8 zarodnikami ułożonymi równolegle z amyloidalnymi szczytami. Askospory cylindryczne, gładkie, z 7–8 przegrodami, brązowe, 65–80 × 5–6 µm. Wysyp zarodników brązowy. Parafizy cylindryczne, z przegrodami, czasem lekko maczugowate do gruszkowatych, nieco zakrzywione i brązowe na wierzchołkach.
Gatunki podobne
Pewna identyfikacja różnych gatunków ziemiozorków możliwa jest tylko badaniem cech mikroskopowych. Ziemiozorek czarniawy charakteryzuje się zarodnikami zawsze z 7–8 przegrodami, parafizami ledwie maczugowatymi i zakrzywionymi na wierzchołku.

## Występowanie i siedlisko
Ziemiozorek czarniawy występuje na wszystkich kontynentach poza Afryką i Antarktydą. W Polsce po raz pierwszy jego stanowisko podano w 2000 r., w późniejszych latach znaleziono jeszcze inne stanowiska tego gatunku.
Grzyb naziemny, saprotrof występujący na wilgotnej, żyznej glebie, pomiędzy trawami i mchami, rzadko na spróchniałym drewnie. Owocniki tworzy latem i jesienią.